# Daiwa Seiko Corporation
Daiwa Seiko Inc. (яп. ダイワ精工株式会社 Дайва Сейко Кабусикигайся) или Да́йва — японская компания-производитель спортивного снаряжения.
Специализируется на производстве велосипедов, рыболовного оборудования и приманок, принадлежностей для тенниса и гольфа, спортивной и туристической одежде.